# Griego moderno
El griego moderno o neogriego (Ελληνική γλώσσα, AFI: [eliniˈci ˈɣlosa]; Ελληνικά, AFI: [eliniˈka]; también llamado Νέα ελληνική o Νεοελληνική γλώσσα en griego; en latín: Lingua Neograeca) es una forma sencilla derivada del griego helenístico o koiné. Es considerada como la última etapa en la evolución del idioma griego, y se corresponde a la variante de este idioma hablada desde la Edad Moderna hasta la actualidad. Se toma simbólicamente como fecha de su surgimiento la caída de Constantinopla (1453), aunque dicha fecha no se corresponde con una frontera lingüística clara y muchas de las características fonéticas modernas del idioma ya habían aparecido siglos antes. Durante gran parte de este tiempo, existió una situación de diglosia, con diferentes dialectos orales regionales al lado de formas escritas arcaicas. Durante los siglos XIX y XX fue importante la polémica lingüística en torno a la variante popular o demótica, δημοτική (dimotikí) y la culta arcaizante, καθαρεύουσα (katharévousa).
El neogriego difiere notablemente del griego clásico tanto como el español y otras lenguas romances, del latín, de tal manera que, para que un griego contemporáneo pueda comprender un texto escrito en la época de la Grecia clásica, tendría que haber estudiado previamente el griego antiguo. La actual lengua griega moderna está basada en la variante demótica y es la lengua oficial de Grecia y Chipre.

## Historia
Durante el período turco, sólo ciertos dialectos marginales de las islas jónicas, nunca ocupadas por los turcos, y de Chipre y Creta, que mantuvieron durante un tiempo su independencia, recibieron cultivo literario. En la zona ocupada, la Grecia continental, los dialectos que surgían tenían, sin apenas excepciones, un carácter puramente oral. La Iglesia, en torno a la cual mantenían los griegos su identidad, se servía de la lengua aticista. Los intentos en época bizantina de usar en literatura (sólo en géneros muy concretos y no sin mezcla de elementos antiguos) la lengua popular, fueron abandonados. Esto trae el tema de los dos estratos lingüísticos griegos. En la época del Imperio romano y en la del bizantino existían, por decirlo así, dos lenguas, que se influían por lo demás recíprocamente: la lengua hablada o popular y la lengua literaria o aticista. Y en la Grecia moderna, a partir de la liberación, ha existido la competencia entre las dos lenguas, llamadas respectivamente καθαρεύουσα (katharévusa) «pura» y δημοτική (dimotikí) «popular», derivada la primera del griego aticista, la segunda del popular o hablado. Fue A. Hatzidakis quien, desde su libro de 1892, estableció esta genealogía del griego moderno: viene de la koiné antigua (κοινή), no, al menos en términos generales, de los antiguos dialectos. De la koiné vienen también los dialectos griegos modernos.
La historia del griego moderno se resume, así, en una tendencia evolutiva: a la desaparición de los dos estratos lingüísticos y de los diferentes dialectos a favor de un único griego moderno aproximadamente unificado, que, por supuesto, ha recibido influjos de diferentes lenguas.
El griego moderno ha reducido su extensión a un espacio geográfico relativamente reducido, próximo al del griego antiguo. Ocupa casi toda Grecia, donde lo habla el 95% de su población (más de 10 000 000 de personas), y la parte griega de Chipre (unas 600 000 personas). En Grecia el número de hablantes de lenguas eslavas, armenio, albanés y rumano ha descendido drásticamente y los más son bilingües; el ladino o judeoespañol prácticamente desapareció por causa de las persecuciones durante la Segunda Guerra Mundial. Y quedan unos 150 000 hablantes de turco en Tracia. Aparte de esto, el número de hablantes de griego en Egipto (Alejandría) y Asia Menor ha descendido considerablemente por la resaca antioccidental: guerra perdida en Anatolia e intercambio de poblaciones (1923), regímenes nacionalistas en Egipto (desde 1956). Ha descendido su número en Estambul. Estos griegos, y los del Cáucaso y Ucrania, se han replegado a Grecia. En cambio, hay florecientes colonias griegas en Europa Occidental, América y Australia.
En el período turco, pese a los terribles golpes recibidos por la lengua griega, ésta conservaba en Oriente su prestigio. Una pequeña élite la sabía descendiente de los gloriosos tiempos antiguos; muchos más veían en ella la lengua de la verdadera religión, en torno al patriarcado de Constantinopla. Aquí y en otros lugares del Imperio turco había muchos griegoparlantes, en general tolerados, aunque había épocas de persecución. Y una pequeña aristocracia griega tenía puestos oficiales en el imperio, sobre todo los fanariotas de Constantinopla, que tenían importantes puestos administrativos y políticos y gobernaban para el sultán Valaquia y Moldavia.
En Occidente, sin embargo, prácticamente la única referencia para el griego era la de la Antigüedad clásica. En nombre de ella (o con pretexto de ella) rechazaba Federico II de Prusia las propuestas de Voltaire de ayudar a los griegos a liberarse del turco. Los consideraba indignos, envilecidos; y su lengua era considerada pura corrupción. Una excepción era Catalina de Rusia, sin duda por los profundos lazos de su país con la cultura bizantina. Sin embargo, a fines de siglo XVIII, después de la Ilustración y de la Revolución francesa, creció poco a poco el empeño por ayudar a los griegos, identificándolos más o menos con los antiguos: así Lord Byron y los filohelenos que lucharon en la guerra de liberación de Grecia, a partir de 1821. A esto contribuyó el hecho de que los griegos, súbditos del Imperio Turco, comenzaron a relacionarse con Europa como agentes de comercio exterior del mismo o como miembros de comunidades griegas que empezaban a formarse en Rusia y Occidente. Y el hecho de la difusión de las ideas europeas de independencia y libertad, cuya antigua genealogía era admitida por todos. Bajo influencias liberales y nacionalistas grupos de emigrantes griegos promovieron la creación de núcleos independentistas en Grecia y fuera (en Odesa y en Occidente), núcleos apoyados por los fanariotas de Constantinopla y la Iglesia griega. Por otra parte, Grecia era un buen punto de apoyo para rusos y occidentales en su deseo de expansionarse a expensas del turco. Todo esto desembocó en la ayuda a los griegos cuando intentaron liberarse de los turcos: sublevación de 1821, guerra con resultados cambiantes, apoyo de Gran Bretaña, Rusia y Francia (tratado de Londres y batalla de Navarino, 1827), independencia de Grecia (tratado de Adrianópolis de 1829 y Conferencia de Londres de 1830).

### Unificación del idioma
Grecia se encontraba liberada, pero quedaba abierta, entre otras, la cuestión lingüística. La minoría que escribía lo hacía en katharévousa (καθαρεύουσα, GK), la continuación de la κοινή antigua y bizantina (koiné); los demás hablaban dimotikí (δημοτική, GD), dividida además en dialectos, una lengua que no se escribía. El modelo occidental y una mínima racionalidad imponían una lengua única. Una lengua que fuera capaz, además, de satisfacer las necesidades de la civilización europea. Un primer acercamiento hacia esta tarea fue la obra de Adamantios Korais (1748-1833), un griego de Esmirna a quien su padre envió a Ámsterdam como su representante comercial y que estudió luego medicina en la Universidad de Montpellier. Vivió la Revolución francesa y vio en la expedición a Egipto el comienzo del hundimiento del Imperio otomano. Pudo alcanzar a ver, en sus últimos años, la liberación de Grecia. Korais era un excelente filólogo clásico. Empezó traduciendo a Estrabón por encargo de Napoleón, luego tradujo y editó con notas numerosos autores clásicos: Aristóteles, Platón, Tucídides, Isócrates y otros muchos. Consideraba el griego como una continuidad, pensaba que Polibio, Plutarco y los demás seguían ya la pronunciación del griego moderno. Ahora bien, si para él la clásica era la continuación del griego antiguo, quería «purificarla» añadiéndole algunos elementos de la antigua lengua, para convertirla así en lengua de la cultura, la administración y la escuela. Pisaba un terreno intermedio entre la variante demótica y la lengua «pura» que preconizaba el sector más tradicionalista, encabezado por Codrikás, representante de los fanariotas de Constantinopla.
Por ejemplo, frente al demótico ψάρι «pez», proponía su forma etimológica ὀψάριον, mientras Codrikás quería volver al griego antiguo ἰχθύς. Más radicales eran los poetas de las islas jónicas, el único lugar donde un dialecto continuaba recibiendo cultivo escrito, tras la conquista de Chipre y Creta por los turcos. Ya hablamos del poeta Solomós, el más conocido del grupo. Pero era una lengua local y ahora se trataba de crear una lengua nacional apta para la administración y para la prosa en general. En estas circunstancias se estableció un Gobierno provisional en Nauplion en 1828 y luego, en 1833, la capitalidad se trasladó a la que era una pequeña ciudad, pero de nombre ilustre, Atenas. La interpretación clasicista prevalecía (aunque hacer de Atenas una monarquía no era muy clásico) y la ciudad se llenó de edificios neoclásicos. Y esta orientación prevaleció también en lo relativo a la lengua. Sin embargo, en un primer momento, fueron las realidades de hecho las que se impusieron. Junto a los atenienses, un aflujo de población foránea, peloponesia sobre todo, invadió la pequeña ciudad de Atenas. Se fue formando un dialecto hablado más o menos común, sobre la base del «griego meridional», más conservador que el del Norte, pero con inclusión de ciertos arcaísmos del dialecto hablado en Ática, Megáride y Egina. Decía (y dice) ἄνθρωπος (no ἄνθρουπους), μύτη 'nariz' (no μύτ), μεσημέρι 'mediodía' (no μισμέρ). Aceptaba algunos influjos del griego de las islas jónicas (Ac. pl. fem. τις del artículo) y del griego de Constantinopla.
Ahora bien, una vez instaurado el gobierno griego la presión clasicista fue muy fuerte y se renovó y llevó más lejos la καθαρεύουσα. Cierto que hubo exfrentistas (como P. Soutsos, que intentó renovar el ático antiguo) y moderados (como K. Asopios). Había ciertas fluctuaciones. De otra parte, había también ultracorrecciones y creación de nuevas palabras: en vez de κάσσα 'caja' decían χρηματοκιβώτιον, en vez de πατάτα, γεώμηλον (calco de fr. pomme de terre). La lengua demótica era llamada «melenuda» y en Atenas estallaron motines cuando en 1901 A. Pallis publicó una traducción al griego demótico del Nuevo Testamento (ya antes había traducido la Ilíada). Sin embargo, la situación había empezado a cambiar en 1888 cuando J. Psichari, un escritor griego que vivía en París, publicó su novela Το ταξίδι μου («Mi viaje») en griego demótico. Intentó crear un demótico regularizado (demasiado regularizado), que admitía, ciertamente, palabras culturales del katharévousa. A pesar de todo, el lenguaje periodístico, el legal y el científico continuaron siendo καθαρεύουσα; y hasta 1909 era la única lengua enseñada en las escuelas.
Sin embargo, la lengua perdía poco a poco los rasgos más extremos del aticismo: el futuro griego antiguo, el optativo, la declinación ática, los imperativos en -θι. Pero todavía la Constitución de 1911 hacía del καθαρεύουσα la lengua oficial de Grecia. La renovación fue más fuerte cuando, a partir de 1910, se fundó por M. Triandaphyllidis la asociación llamada «Sociedad Educativa» (Ἐκπαιδευτικός Ὅμιλος). Influyó en la legislación del Partido Liberal de E. Venizelos, que en 1917 lo introdujo en la enseñanza elemental. La lengua propugnada por Triandaphyllidis fue expuesta en su Gramática de 1941, que se constituyó en una especie de preceptiva lingüística. Era, ciertamente, más abierta su concepción que la de Psicharis: conservaba ciertas formas dobles y ciertas formas puristas, como -πτ- en vez de -φτ- en palabras de origen antiguo (περίπτερο). Lo peor del caso es que la «cuestión» lingüística se politizó, los partidarios del δημοτική fueron acusados, en ocasiones, de inclinaciones prorrusas y aun probolcheviques. Desde 1923 a 1964 el δημοτική continuó siendo la lengua de los primeros cursos de la escuela (salvo durante el gobierno de C. Tsaldaris en 1935-36); en 1964, el Partido del Centro colocó a ambas lenguas en igual plano, aunque el estudio del δημοτική raramente sobrepasó la clase de los 14 años. Más tarde, durante el gobierno de los Coroneles, el καθαρεύουσα fue declarado otra vez lengua oficial (1967), el δημοτική quedó restringido a los cuatro primeros grados de la escuela primaria. Vino luego la reacción, con el cambio de régimen, en 1976 el δημοτική fue declarado lengua oficial: de la educación y la administración.
Luego, con el triunfo del PASOK, se introdujo en 1982 el llamado sistema monotónico, una reforma ortográfica que abolió los espíritus, hizo escribir sin acento los monosílabos (con excepciones) y con un solo acento agudo los polisílabos.
La katharévousa fue, con interrupciones puntuales, la lengua oficial del Estado helénico desde 1830 hasta 1981, cuando fue sustituida definitivamente en dicha función por el demótico.
El camino a recorrer para imponer el GD era, sin embargo, más largo de lo que se pensaba. Durante mucho tiempo, pese a todo, el GK, liberado de extremismos, continuó siendo la lengua de los tribunales, el ejército y la Iglesia. Era la lengua de la cultura y solo penosamente (género a género) y con errores se fue imponiendo el dimotikí, que producía a veces una prosa artificiosa y confusa. Tanto más cuanto que la decadencia de la enseñanza de los clásicos antiguos y las nuevas modas pedagógicas rebajaban constantemente los niveles de los alumnos. En todo caso, el δημοτική triunfa hoy en Grecia. Pero más que demótico, habría que llamarlo, al menos en su forma escrita, simplemente «griego común». Pues hay varios tipos de éste, entre ellas el llamado καθομιλουμένη, con abundantes elementos de καθαρεύουσα que eran culturalmente indispensables. Así, el que llamamos comúnmente griego moderno no es exactamente unitario: conserva en su fonética y morfología y sobre todo en su léxico abundantes elementos de la antigua lengua culta. Hay πόλη / πόλις (G. -ης ο -εως), -ότα / -ότης, G. de la primera en -α (moderno) / -ης (antiguo), δεσποινίδα / δεσποινίς, Ἑλλάδα / Ἑλλάς (Hellada / Hellás); se conserva a veces el N. pl. de la primera en -αι (τουρίστες / τουρίσται); del adj. βαθύς hay G. sg. βαθιοῦ / βαθέος, Ν. pl. βαθιοί / βαθεῖς. Y quedan muchísimos elementos compositivos del GA. Ε infinitas variaciones más o menos sinonímicas en el léxico, del tipo κόκκαλο / ὀστοῦν 'hueso'. El que llamamos griego moderno combina, pues, distintas variedades del δημοτική.

## Dialectos
Además de las variantes demótica y katharévousa, la lengua griega moderna cuenta con otros dialectos minoritarios:
- Póntico-capadocio, hablado hasta 1921 en las costas anatólicas del Mar Negro (por ejemplo en las ciudades de Trapesonte y Sinope), la derrota que sufrieron los griegos por parte de los turcos en esos años, derrota seguida de genocidio por parte de los otomanos hizo que –como la mayoría de los griegos de Constantinopla, Jonia y Tracia Oriental– los hablantes supervivientes se refugiaran en el territorio mantenido por el estado griego, aún algunos millares de personas hablan este dialecto, en especial el póntico, en su región ancestral.
- Tsacónico, dialecto de directa procedencia dórica hablado en la pequeña región de Tsakonia en la costa noreste del Peloponeso al este de la ciudad de Tripolis.
- Griko o grecosalentino, dialecto hablado en una área aislada de la península salentina, en el extremo sudeste de Italia, dentro de la provincia de Lecce, en el sur de la región de Apulia.
- Grecánico o grecocalabrés, dialecto hablado en algunos puntos costeros del extremo sur de la península itálica, dentro de la provincia de Regio de Calabria, en la parte más meridional de la región de Calabria. Su número de sus hablantes se ha reducido mucho, siendo unos 5000 en el 2006. Una de las características diferenciales más evidentes de este dialecto es que se escribe con caracteres latinos.

Tanto el griko como el grecánico están reconocidos por Italia como lenguas de minorías étnicas autóctonas. Se hablan en puntos de lo que fue la Magna Grecia. Ambas se suelen escribir utilizando el abecedario latino.

## Fonología
Una serie de cambios radicales en los sonidos, que la lengua griega experimentó principalmente durante el período del griego koiné, ha conducido a un sistema fonológico que es perceptiblemente diferente del griego antiguo. En vez del sistema vocálico antiguo, con sus cuatro tonos, vocales cortas y largas y diptongos múltiples, el griego moderno tiene un sistema simple de cinco vocales. Esto fue debido a una serie de fusiones, especialmente hacia el sonido [i] (iotacismo). En las consonantes, el griego moderno tiene dos series de fricativas sonoras y sordas en lugar de las oclusivas sonoras y de las sordas aspiradas del griego antiguo.

### Consonantes griegas
- A, α (alfa) [a̠]

- B, β (vita) [v/ʋ]

- Γ, ɣ (gamma). Esta letra tiene dos pronunciaciones. Se pronunciará [ɣ/ɰ] si el siguiente sonido es [a̠], [o̞], [u] o una consonante. En caso contrario, se pronunciará [ʝ/j] si le sigue un sonido [e̞] o [i].

- Δ, δ (delta) [ð/ð̞]

- Ε, ε (épsilon) [e̞]

- Ζ, ζ (zita) [z̠]

- H, η (ita) [i]

- Θ, θ (thita) [θ]

- Ι, ι (iota) [i]

- K, κ (kappa). Al igual que la gamma, esta letra tiene dos pronunciaciones. Se pronunciará [k] si el siguiente sonido es [a̠], [o̞], [u] o una consonante. En caso contrario, se pronunciará [c] si le sigue un sonido [e̞] o [i].

- Λ, λ (lambda) [l]

- Μ, μ (mi) [m]

- Ν, ν (ni) [n]

- Ξ, ξ (xi) [k͡s̠]

- O, o (ómicron) [o̞]

- Π, π (pi) [p]

- Ρ, ρ (ro) [ɾ]. Cuando aparece ρρ, el sonido que se debe pronunciar es una r vibrante múltiple mucho más suave que en castellano.

- Σ σ, ς (sigma) [s̠]. Sigma es una letra sibilante. Aunque regularmente corresponde en el alfabeto fonético internacional al fonema [s], se trata de una sibilancia pronunciada más exactamente como una mezcla entre los fonemas [s] y [ʃ], por lo general considerada muy semejante a la consonate apicoalveolar [s̺], propia de la variedad europea del español.

Sigma corresponde al fonema [z̠] cuando se sitúa antes de alguna de las letras «β, γ, δ, μ, ν, ρ». En algunas palabras, adopta este fonema cuando precede a «λ».
- Τ, τ (taf) [t̪]

- Y, υ (ípsilon) [i]

- Φ, φ (fi) [f]

- Χ, χ (ji). Al igual que la gamma y la kappa, esta letra tiene dos pronunciaciones. Se pronunciará [x] si le sigue un sonido [a̠], [o̞], [u] o consonante. De lo contrario, si le sigue un sonido [e̞] o [i], se pronunciará [ç].

- Ψ, ψ (psi) [p͡s̠]

- Ω, ω (omega) [o̞]

| Carácter | Pronunciación (AFI)                                  | Ejemplos                                           |
| Α, α     | [a̠]                                                  | ακούω [a̠.ˈku.o̞] (escuchar)                         |
| Β, β     | [v]                                                  | διαβάζω [ˌði.a̠.ˈʋa̠.z̠o̞] (leer)                      |
| Γ, ɣ     | [ɣ/ɰ] + [a̠], [o̞], [u] o consonante [ʝ/j] + [e̞] o [i] | ɣουρούνι [ɣu.ˈɾu.ni] (cerdo) ɣέλιο [ˈʝe̞.ʎo̞] (risa) |
| Δ, δ     | [ð/ð̞]                                                | δέκα [ˈðe̞.ka̠] (diez)                               |
| Ε, ε     | [e̞]                                                  | εκατό [ˌe̞.ka̠.ˈt̪o̞] (cien)                           |
| Ζ, ζ     | [z̠]                                                  | ζωή [z̠o̞.ˈi] (vida)                                 |
| H, η     | [i]                                                  | σήμερα [ˈs̠i.me̞.ˌɾa̠] (hoy)                          |
| Θ, θ     | [θ]                                                  | θέλω [ˈθe̞.lo̞] (querer)                             |
| Ι, ι     | [i]                                                  | ιδέα [iˈð̞e̞.a̠] (idea)                               |
| K, κ     | [k] + [a̠], [o̞], [u] o consonante [c] + [e̞] o [i]     | καλοκαίρι [ˌka̠.lo̞.ˈce̞.ɾi] (verano)                 |
| Λ, λ     | [l]                                                  | λέω [ˈle̞.o̞] (decir)                                |
| Μ, μ     | [m]                                                  | μιλάω [mi.ˈla̠.o̞] (hablar)                          |
| Ν, ν     | [n]                                                  | νεύρο [ˈne̞ʋ.ɾo̞] (nervio)                           |
| Ξ, ξ     | [k͡s̠]                                                 | ξύλο [ˈk͡s̠i.lo̞] (madera)                            |
| O, o     | [o̞]                                                  | όμορφος [ˈo̞.mo̞ɾˌfo̞s̠] (bonito, guapo)               |
| Π, π     | [p]                                                  | πάω [ˈpa̠.o̞] (ir)                                   |
| Ρ, ρ     | [ɾ]                                                  | ρεύμα [ˈɾe̞v.ma̠] (electricidad)                     |
| Σ σ, ς   | [s̠]                                                  | στέλνω [s̠.ˈt̪e̞l.no̞] (enviar)                        |
| Τ, τ     | [t̪]                                                  | ταύρος [ˈt̪a̠v.ɾo̞s̠] (toro)                           |
| Y, υ     | [i]                                                  | ɣυμναστική [ʝim.ˌna̠s̠.t̪i.ˈci] (gimnasia)            |
| Φ, φ     | [f]                                                  | φιλοσοφία [fi.ˌlo̞.s̠o̞.ˈfi.a̠] (filosofía)            |
| Χ, χ     | [x] + [a̠], [o̞], [u] o consonante [ç] + [e̞] o [i]     | χώρα [ˈxo̞.ɾa̠] (país)                               |
| Ψ, ψ     | [p͡s̠]                                                 | ψυχή [p͡s̠i.ˈçi] (alma)                              |
| Ω, ω     | [o̞]                                                  | ωραίος [o̞.ˈɾe̞.o̞s̠] (bonito, bueno, guapo)           |

### Diptongos griegos
| Diptongos   | Pronunciación (AFI) | Ejemplos                                                          |
| α, ε, η + υ | [a̠f], [e̞f], [if]    | ευχαριστώ [e̞f.ˌxa̠.ɾis̠.ˈt̪o̞] (gracias)                              |
| ει, oι      | [i]                 | παιδεία [pe̞.ˈði.a̠] (educación) παράνοια [pa̠.ˈɾa̠.ni.ˌa̠] (paranoia) |
| αι          | [e̞]                 | παίζω [ˈpe̞.z̠o̞] (jugar)                                            |
| ου          | [u]                 | ούτε [ˈu.t̪e̞] (ni)                                                 |

## Gramática
El griego moderno sigue siendo en gran parte una lengua sintética. Es una de las pocas lenguas indoeuropeas que ha conservado una voz pasiva sintética.
Los cambios sensibles en la gramática (comparada con el Griego clásico) incluyen:
- la pérdida del caso del dativo, del modo optativo, del número dual, del infinitivo verbal y de los participios (excepto el participio pasado)
- la adopción del gerundio
- la reducción en el número de las declinaciones del sustantivo
- la adopción de una partícula modal para denotar los tiempos futuros y condicionales
- la extensión al tiempo del futuro de la distinción aspectual entre presente/imperfecto y aoristo
- la pérdida del imperativo de la tercera persona
- la simplificación del sistema de prefijos gramaticales.